# Südafrikanischer Rand

Wechselkurs des Euro zum Rand seit 1999

Der Rand ist die Währung der Republik Südafrika. Der Rand ist unterteilt in 100 Cent. Das Kurzzeichen für Rand ist R, das für Cent c. Der ISO-Code lautet ZAR. Bis 1993 war der Rand auch die Währung in Namibia und zuvor Südwestafrikas. Der danach eingeführte Namibia-Dollar ist bisher an den Rand im Verhältnis 1:1 gekoppelt. 
Im Umlauf befinden sich Banknoten zu 200, 100, 50, 20 und 10 Rand und Münzen zu 5, 2 und 1 Rand sowie 50, 20, 10, 5, 2 und 1 Cent. Die 1-, 2- und 5-Cent-Münzen werden nicht mehr hergestellt.

## Name
Der Plural von Rand lautet ebenfalls Rand. Die Bezeichnung der Währung leitet sich von der Abkürzung der goldreichen Bergbauregion Witwatersrand ab.

## Währung
Der Rand ersetzte im Jahr 1961 mit der Republikgründung das Südafrikanische Pfund als offizielles Zahlungsmittel. Südafrika schloss mit den Nachbarstaaten Eswatini und Lesotho eine Währungsunion (Rand Monetary Area ab 1974; Common Monetary Area seit 1986), wonach der Rand auch in diesen beiden Königreichen als ein gesetzliches Zahlungsmittel akzeptiert wird. Die Währungseinheiten Lilangeni in Eswatini und Loti in Lesotho besitzen den gleichen Wert wie der südafrikanische Rand.
Am 5. Juni 1973 war der Wechselkurs am höchsten, als ein Rand 1,49992 US-Dollar wert war. Bis zum März 1982 war der Rand mehr wert als der US-Dollar. Ein Tiefpunkt wurde am 6. April 2020 mit einem Wechselkurs von 1 US-Dollar zu 19,26 Rand erreicht. Für den südafrikanischen Rand galt von 1961 bis 1983 und von 1985 bis 1995 ein als Financial Rand bezeichnetes zweigeteiltes Wechselkurssystem, durch das Investitionen im Land gefördert und der Abfluss von Kapital aus dem Land gehemmt werden sollten. Die Kursdifferenz betrug zeitweilig mehr als 60 Prozent.
Die seit 1967 geprägten Krügerrand-Goldmünzen gelten in Südafrika nominell auch als Währung, wobei sie in der Realität nur als Anlagemünzen dienen. 1993 führte Namibia seine eigene Währung ein, den Namibia-Dollar, lässt jedoch seitdem mit einer Parität von 1:1 den Rand als gesetzliches Zahlungsmittel zu.

## Banknoten und Münzen

Banknote zu 5 Rand, ausgegeben 1990 bis 1994

Die ersten Banknoten wurden 1961 in Stückelungen von 1, 2, 10 und 20 Rand eingeführt. Um den Übergang zu erleichtern, hatten sie ein ähnliches Design wie die Pfund-Vorgängernoten der Südafrikanischen Union. Sie trugen ein Bild von Jan van Riebeeck, dem ersten Verwalter der Ostindien-Kompanie im späteren Kapstadt. Wie bei den letzten Pfundnoten gab es die neuen Randnoten in zwei Varianten, einer mit einem englischen Vorderseitentext und einer mit einer afrikaanssprachigen Vorderseite. Diese Praxis wurde mit den Ausgaben 1961 und 1966 bis 1973 fortgesetzt.
Die zwischen 1961 und 1983 geprägten 1- und 2-Rand-Stücke sind aus 916/1000-Gold und entsprechen in Größe und Feingehalt den englischen Half Pound bzw. Pound Sovereigns.
Die neue Serie von 1973/1974 mit den 1- und 2-Rand-Noten setzte sich 1978 mit 2-, 5- und 10-Rand-Noten fort und wurde 1984 um die 20- und 50-Rand-Note erweitert. Hier gab es eine größere Designänderung, allerdings immer noch mit Jan van Riebeeck auf der Vorderseite. Außerdem gab es nur noch eine Sprachvariante, allerdings die beiden Amtssprachen Englisch und Afrikaans abwechselnd. Afrikaans war die Sprache der 2-, 10- und 50-Rand-Note und Englisch die der 5- und 20-Rand-Note.
Im „neuen Südafrika“ nach dem Ende des Apartheid-Regimes wurden mit den Emissionen ab 1992 die Noten schrittweise überarbeitet und mit Motiven der „Big Five“, fünf afrikanischen Wildtieren, bedruckt. Die 10-Rand-Note (1993) zeigt ein Nashorn, die 20-Rand-Note (1993) einen Elefanten, die 50-Rand-Note (1992) einen männlichen Löwen, die 100-Rand-Note (1994) einen Afrikanischen Büffel (auch Kap- oder Kaffernbüffel) und die 200-Rand-Note (1994) einen Leoparden. Auf der Banknotenrückseite ist der Name der Südafrikanischen Zentralbank in einer der zahlreichen Landessprachen abgedruckt.
Die 2- und 5-Rand-Noten wurden aus dem Verkehr gezogen und durch Münzen ersetzt. Außerdem wurden 1994 100- und 200-Rand-Noten eingeführt. 1- und 2-Cent-Stücke werden seit 2002 nicht mehr geprägt; daher werden die Endbeträge im Handel meist abgerundet (auch bei Kartenzahlung).
Die 5-Rand-Münze ist in drei Varianten im Umlauf: die alte einfarbige Version analog den 1- und 2-Rand-Münzen mit dem alten Wappen auf der Rückseite und die neue zweifarbige Version analog der 2-Euro-Münzen mit dem neuen Wappen auf der Rückseite. Von Automaten wird meist nur die neuere Version akzeptiert. Am 8. Juli 2008 wurde anlässlich Nelson Mandelas 90. Geburtstag eine weitere Version der 5-Rand-Münze veröffentlicht. Diese ebenfalls zweifarbige Münze trägt auf der Vorderseite den Kopf von Nelson Mandela.
Im Jahr 2005 erfolgte ein weiterer Serienwechsel mit zusätzlichen Sicherheitsmerkmalen, aber unverändertem Bild. Die Vorderseiten werden seither nur noch in Englisch bedruckt, während auf der Rückseite je nach Wert zwei weitere Sprachen aufgedruckt sind, so dass alle elf Amtssprachen auf den Scheinen vorkommen. Seit 2005 gibt es Banknoten in fünf und Münzen in sieben unterschiedlichen Werten.
Am 6. November 2012 wurden die ersten Banknoten einer neuen Serie in Umlauf gebracht. Während auf den Rückseiten wie bisher eines der Wildtiere Nashorn, Elefant, Löwe, Büffel und Leopard abgebildet ist, ziert ein Bildnis Nelson Mandelas die Vorderseiten der fünf Noten, die Tiere sind nun auf der Rückseite abgebildet. Die South African Reserve Bank hatte die Bevölkerung mit einer groß angelegten Medienkampagne auf die Einführung der neuen Noten vorbereitet und besonderen Wert darauf gelegt, dass sich die Bürger mit den verbesserten Sicherheitsmerkmalen vertraut machten.
Der Text auf der Vorderseite aller Banknoten lautet „South African Reserve Bank“ (deutsch Südafrikanische Zentralbank). Auf den Rückseiten der Scheine findet sich die Version in Afrikaans und Siswati (10 Rand), Setswana und isiNdebele (20 Rand), isiXhosa und Tshivenda (50 Rand), Sepedi und Xitsonga (100 Rand) sowie isiZulu und Sesotho (200 Rand).
Am 1. Januar 2023 begann die South African Reserve Bank mit der Ausgabe neuer Münzen mit einem deutlich veränderten Design und dem Landesnamen in allen elf Amtssprachen darauf.